# Арцемюк, Александра Владимировна
Александра Владимировна Арцемюк (род. 16 июня 1938 ) — украинская оперная певица (меццо-сопрано ).

## Биография
Родилась 16 июня 1938 года в Тирасполе, в Молдавской Автономной Советской Социалистической Республике в составе УССР, СССР (теперь — город в Приднестровье).
Училась в Черновицком музыкальном училище .
С 1956 по 1961 год – училась в Московской консерватории , класс Фаины Петровой.
С 1961 по 1993 год была солисткой Харьковского театра оперы и балета.
В 1968 году стала лауреаткой Республиканского конкурса вокалистов, проходившего в Киеве (I премия).
В 1976 году получила звание Заслуженной артистки Украинской ССР.
Преподавала в Харьковском институте искусств имени Ивана Котляревского.

## Оперные партии
- Кончаковна («Князь Игорь»);
- Ольга («Евгений Онегин»)
- Полина («Пиковая дама»)
- Графиня («Пиковая дама»);
- Княгиня («Чародейка»);
- Лель («Снегурочка» );
- Любаша («Царская невеста» );
- Кармен («Кармен»);
- Азучена («Трубадур»);
- Маддалена («Риголетто»);
- Флора («Травиата»)
- Варвара («Безродный зять»).